# Craugastor rostralis
Espèce
Synonymes
- Hylodes rostralis Werner, 1896
- Eleutherodactylus rostralis (Werner, 1896)

Statut de conservation UICN

 NT  : Quasi menacé
Craugastor rostralis est une espèce d'amphibiens de la famille des Craugastoridae.

## Répartition
Cette espèce se rencontre de 850 à 1 300 m d'altitude au Honduras et au Guatemala.

## Publication originale
- Werner, 1896 : Beiträge zur Kenntniss der Reptilien und Batrachier von Centralamerika und Chile, sowie einiger seltenerer Schlangenarten. Verhandlungen des Zoologisch-Botanischen Vereins in Wien, vol. 46, p. 344-365 (texte intégral).